# Saison 1969-1970 de la LIH
Saison précédente Saison suivante
La Saison 1969-1970 est la vingt-cinquième saison de la ligue internationale de hockey.
Les Gems de Dayton remportent la Coupe Turner en battant les Flags de Port Huron en série éliminatoire.

## Saison régulière
Avec l'ajout  des Generals de Flint avant le début de la saison, la ligue décide de créer deux divisions, la division Nord qui accueil les villes de Flint, Fort Wayne, Muskegon et Port Huron, puis la division Sud qui elle, est composée des villes de Columbus, Dayton, Des Moines et Toledo. 

### Classement de la saison régulière
Pour les significations des abréviations, voir Statistiques du hockey sur glace.
| Clt   | Équipe               | PJ | V  | D  | N  | BP  | BC  | Pts |
| ----- | -------------------- | -- | -- | -- | -- | --- | --- | --- |
| +001, | Mohawks de Muskegon  | 72 | 46 | 18 | 8  | 356 | 271 | 100 |
| +002, | Flags de Port Huron  | 72 | 37 | 28 | 7  | 272 | 270 | 81  |
| +003, | Komets de Fort Wayne | 72 | 26 | 38 | 8  | 241 | 266 | 60  |
| +004, | Generals de Flint    | 72 | 21 | 39 | 12 | 218 | 270 | 54  |

| Clt   | Équipe                  | PJ | V  | D  | N  | BP  | BC  | Pts |
| ----- | ----------------------- | -- | -- | -- | -- | --- | --- | --- |
| +001, | Gems de Dayton          | 72 | 38 | 30 | 4  | 296 | 271 | 80  |
| +002, | Blades de Toledo        | 72 | 32 | 33 | 7  | 241 | 265 | 71  |
| +003, | Oak Leafs de Des Moines | 72 | 31 | 33 | 8  | 261 | 254 | 70  |
| +004, | Checkers de Columbus    | 72 | 24 | 36 | 12 | 289 | 307 | 60  |

- Champion de la saison régulière
- Champion de division
- Qualifié pour les séries éliminatoires

### Meilleurs pointeurs
| Joueur            | Équipe     | PJ | B  | A  | Pts | Pun |
| ----------------- | ---------- | -- | -- | -- | --- | --- |
| Don Westbrooke    | Dayton     | 72 | 58 | 63 | 121 | 28  |
| Bert Fizzell      | Columbus   | 72 | 39 | 78 | 117 | 46  |
| Gary Ford         | Muskegon   | 72 | 35 | 81 | 116 | 73  |
| André Pronovost   | Muskegon   | 71 | 50 | 57 | 107 | 55  |
| Bernie Blanchette | Muskegon   | 66 | 48 | 54 | 102 | 21  |
| Cliff Pennington  | Des Moines | 72 | 43 | 57 | 100 | 6   |
| Serge Boudreault  | Columbus   | 72 | 38 | 53 | 91  | 108 |
| Ray Brunel        | Fort Wayne | 72 | 33 | 55 | 88  | 4   |
| Barry Merrell     | Dayton     | 72 | 33 | 49 | 82  | 8   |
| Bryan McLay       | Muskegon   | 72 | 24 | 57 | 81  | 32  |

## Séries éliminatoires
Les Mohawks de Muskegon, champion de la saison régulière et les Gems de Dayton, vainqueur de leur division obtiennent un laissé-passé pour la première ronde et s'affrontent en demi-finale dans une série au meilleur de sept. De leur côté, les vainqueurs de la première ronde disputent une série au meilleur de cinq rencontres. 

### Tableau
|  | Quarts de finale        | Quarts de finale        |                     |   | Demi-finales | Demi-finales |  |  | Finale | Finale |
|  | Quarts de finale        | Quarts de finale        |                     |   | Demi-finales | Demi-finales |  |  | Finale | Finale |
|  |                         |                         |                     |   |              |              |  |  |        |        |
|  |                         |                         |                     |   |              |              |  |  |        |        |
|  |                         |                         |                     |   |              |              |  |  |        |        |
|  | Mohawks de Muskegon     |                         |                     |   |              |              |  |  |        |        |
|  |                         |                         |                     |   |              |              |  |  |        |        |
|  | laissé-passé            |                         |                     |   |              |              |  |  |        |        |
|  | Mohawks de Muskegon     | 2                       |                     |   |              |              |  |  |        |        |
|  | Mohawks de Muskegon     | 2                       |                     |   |              |              |  |  |        |        |
|  |                         | Gems de Dayton          | 4                   |   |              |              |  |  |        |        |
|  | Gems de Dayton          | Gems de Dayton          | 4                   |   |              |              |  |  |        |        |
|  |                         |                         |                     |   |              |              |  |  |        |        |
|  | laissé-passé            |                         |                     |   |              |              |  |  |        |        |
|  | Gems de Dayton          | 4                       |                     |   |              |              |  |  |        |        |
|  | Gems de Dayton          | 4                       |                     |   |              |              |  |  |        |        |
|  |                         | Flags de Port Huron     | 3                   |   |              |              |  |  |        |        |
|  | Flags de Port Huron     | Flags de Port Huron     | 3                   | 3 |              |              |  |  |        |        |
|  | Flags de Port Huron     |                         |                     | 3 |              |              |  |  |        |        |
|  | Komets de Fort Wayne    | 0                       |                     |   |              |              |  |  |        |        |
|  | Komets de Fort Wayne    | 0                       | Flags de Port Huron | 3 |              |              |  |  |        |        |
|  |                         |                         | Flags de Port Huron | 3 |              |              |  |  |        |        |
|  |                         | Oak Leafs de Des Moines | 2                   |   |              |              |  |  |        |        |
|  | Blades de Toledo        | Oak Leafs de Des Moines | 2                   | 0 |              |              |  |  |        |        |
|  | Blades de Toledo        |                         |                     | 0 |              |              |  |  |        |        |
|  | Oak Leafs de Des Moines | 3                       |                     |   |              |              |  |  |        |        |
|  | Oak Leafs de Des Moines | 3                       |                     |   |              |              |  |  |        |        |

### Demi-finales
Les équipes ayant terminé deuxième et troisième de leur division au terme de la saison régulière s'affrontent dans une série au meilleur de cinq rencontres. Ainsi les Flags de Port Huron qui font face aux Komets de Fort Wayne passe en demi-finale, l'emportant par le score de trois parties à zéro, alors que les Blades de Toledo s'inclinent trois matchs à zéro devant les Oak Leafs de Des Moines.
| Date      | Équipe à domicile   | Score   | Équipe visiteuse    |
| --------- | ------------------- | ------- | ------------------- |
| 26 mars   | Mohawks de Muskegon | 2-1     | Gems de Dayton      |
| 28 mars   | Mohawks de Muskegon | 4-5 (P) | Gems de Dayton      |
| 29 mars   | Gems de Dayton      | 7-2     | Mohawks de Muskegon |
| 1er avril | Gems de Dayton      | 9-1     | Mohawks de Muskegon |
| 3 avril   | Mohawks de Muskegon | 7-3     | Gems de Dayton      |
| 4 avril   | Gems de Dayton      | 4-1     | Mohawks de Muskegon |

Les Gems de Dayton remportent la série 4 victoires à 2.
| Date    | Équipe à domicile       | Score | Équipe visiteuse        |
| ------- | ----------------------- | ----- | ----------------------- |
| 31 mars | Flags de Port Huron     | 3-1   | Oak Leafs de Des Moines |
| 2 avril | Flags de Port Huron     | 4-3   | Oak Leafs de Des Moines |
| 4 avril | Oak Leafs de Des Moines | 5-2   | Flags de Port Huron     |
| 6 avril | Oak Leafs de Des Moines | 10-4  | Flags de Port Huron     |
| 8 avril | Flags de Port Huron     | 5-3   | Oak Leafs de Des Moines |

Les Flags de Port Huron remportent la série 3 victoires à 2.

### Finale
La finale oppose les vainqueurs de leur série respectives, les Gems de Dayton et les Flags de Port Huron. Pour remporter la finale les équipes doivent obtenir quatre victoires.
| Date     | Équipe à domicile   | Score | Équipe visiteuse    |
| -------- | ------------------- | ----- | ------------------- |
| 10 avril | Gems de Dayton      | 5-1   | Flags de Port Huron |
| 12 avril | Flags de Port Huron | 3-0   | Gems de Dayton      |
| 15 avril | Gems de Dayton      | 4-1   | Flags de Port Huron |
| 17 avril | Flags de Port Huron | 8-5   | Gems de Dayton      |
| 18 avril | Gems de Dayton      | 5-2   | Flags de Port Huron |
| 19 avril | Flags de Port Huron | 4-2   | Gems de Dayton      |
| 21 avril | Gems de Dayton      | 5-2   | Flags de Port Huron |

Les Gems de Dayton remportent la série 4 victoires à 3.

### Effectifs de l'équipe championne
Voici l'effectif des Gems de Dayton, champion de la Coupe Turner 1970:
- Joueur-Entraîneur : Larry Wilson.
- Joueurs : Roy Atcheynum, Richard Balon, Alain Beaulé, Michel Dumas, Sid Garant, Garry MacMillan, Gord Malinoski, Barry Merrell, Dunc Rousseau, Pat Rupp, Mike Sauter, Dave Simpson, Bill Staub, Lorne Weighill, Don Westbrooke.

## Trophée remis
| Trophée               | Description                       | Vainqueur            |
| --------------------- | --------------------------------- | -------------------- |
| Coupe Turner          | Champion des séries éliminatoires | Gems de Dayton.      |
| Trophée Fred-A.-Huber | Champion de la saison régulière   | Mohawks de Muskegon. |

| Trophée                  | Description                                         | Vainqueur                                              |
| ------------------------ | --------------------------------------------------- | ------------------------------------------------------ |
| Trophée Leo-P.-Lamoureux | Meilleur pointeur                                   | Don Westbrooke, Gems de Dayton.                        |
| Trophée James-Gatschene  | Meilleur joueur                                     | Don Westbrooke, Gems de Dayton.                        |
| Trophée Garry-F.-Longman | Meilleur joueur recrue                              | Wayne Zuk, Blades de Toledo.                           |
| Trophée des gouverneurs  | Meilleur défenseur                                  | John Gravel, Blades de Toledo.                         |
| Trophée James-Norris     | Gardien avec la plus faible moyenne de buts alloués | Gaye Cooley et Bob Perreault, Oak Leafs de Des Moines. |